# Svetovno prvenstvo v biatlonu 1976
Svetovno prvenstvo v biatlonu 1976 je petnajsto svetovno prvenstvo v biatlonu, ki je potekalo med 31. januarja 1976 v Anterselvi, Italija, v eni disciplini za moške. Prvenstvo je potekalo le v edini neolimpijski disciplini, šprintu na 10 km.

## Dobitniki medalj

### Moški
| Disciplina | Zlato              | Zlato   | Srebro               | Srebro  | Bron            | Bron    |
| 10 km      | Aleksander Tihonov | 36:48,2 | Aleksander Jelizarov | 36:51,5 | Nikolaj Kruglov | 37:19,9 |

## Medalje po državah
| Poz | Država          | Zlato | Srebro | Bron | Skupaj |
| 1   | Sovjetska zveza | 1     | 1      | 1    | 3      |